# Геберден, Уильям
Уильям Геберден (англ. William Heberden; 1710 — 17 мая 1801) — английский врач. Описал значительное число болезней. В 1768 году впервые описал клиническую картину стенокардии.

## Биография
Родился в 1710 году в Лондоне. Получил образование в Гимназии Христа Спасителя.
В конце 1724 года был отправлен в колледж Св. Иоанна в Кембридже, где в 1732 году стал магистром искусств. В 1739 году получил степень доктора.
В 1746 году стал членом Королевского колледжа врачей в Лондоне, через два года переехал в Лондон. В 1749 году был избран членом лондонского Королевского общества. Более тридцати лет имел обширную медицинскую практику. В 1778 году стал почетным членом Парижского Королевского медицинского общества.